# Asterocheres lilljeborgi
Asterocheres lilljeborgi är en kräftdjursart som beskrevs av Boeck 1859. Asterocheres lilljeborgi ingår i släktet Asterocheres, och familjen Asterocheridae. Arten är reproducerande i Sverige.